# Nematoplana sinaitica
Nematoplana sinaitica är en plattmaskart som beskrevs av Curini-Galletti 1992. Nematoplana sinaitica ingår i släktet Nematoplana och familjen Nematoplanidae.
Artens utbredningsområde är Röda havet. Inga underarter finns listade i Catalogue of Life.